# 托吉什
托吉什是葡萄牙波尔图区的一个堂区。总面积3.58平方公里，总人口788人，人口密度220.1人/平方公里。